# Hardy–Littlewoods cirkelmetod
Inom matematiken är Hardy–Littlewoods cirkelmetod en av de viktigaste och oftast använda teknikerna inom analytisk talteori. Metoden är uppkallad efter G. H. Hardy och John Littlewood, som utvecklade den tillsammans med Srinivasa Ramanujan i en serie publikationer om Warings problem.

## Historia
De viktigaste idéerna inom metoden utvecklades troligen i samband med Hardys och Ramanujans arbete under åren 1916 och 1917 om tillväxten av partitionsfunktionens tillväxt. Metoden användes sedan av många andra forskare, såsom Harold Davenport och I. M. Vinogradov, som modifierade formuleringen något (istället för komplex analys använde de exponentiella summor) utan att förändra huvudingredienserna. Hundratals artiklar där man använder metoden har följt, och metoden ger fortfarande nya resultat.